# Ambrosio de Bengoechea

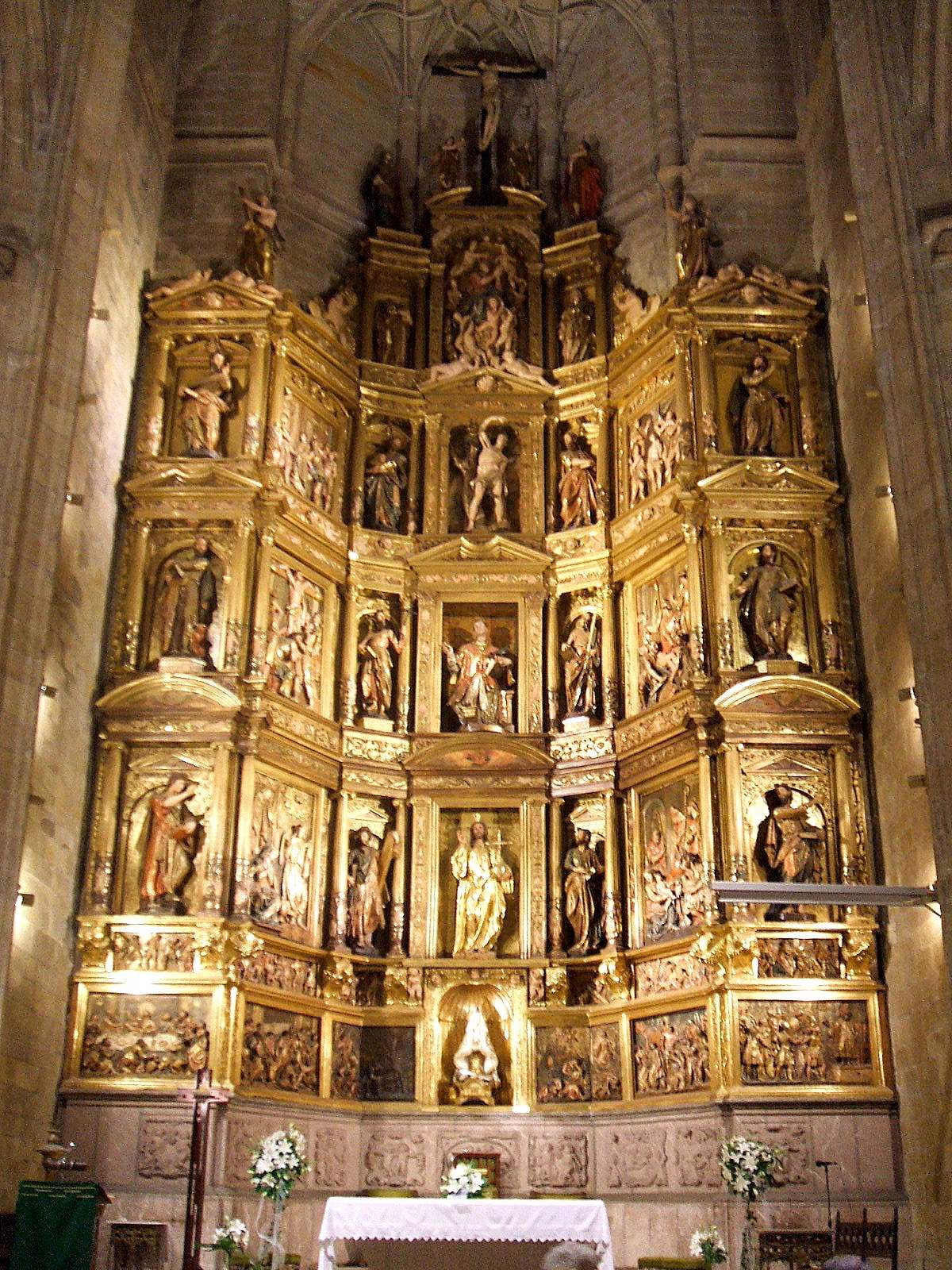
Retablo mayor de la iglesia de San Vicente de San Sebastián.

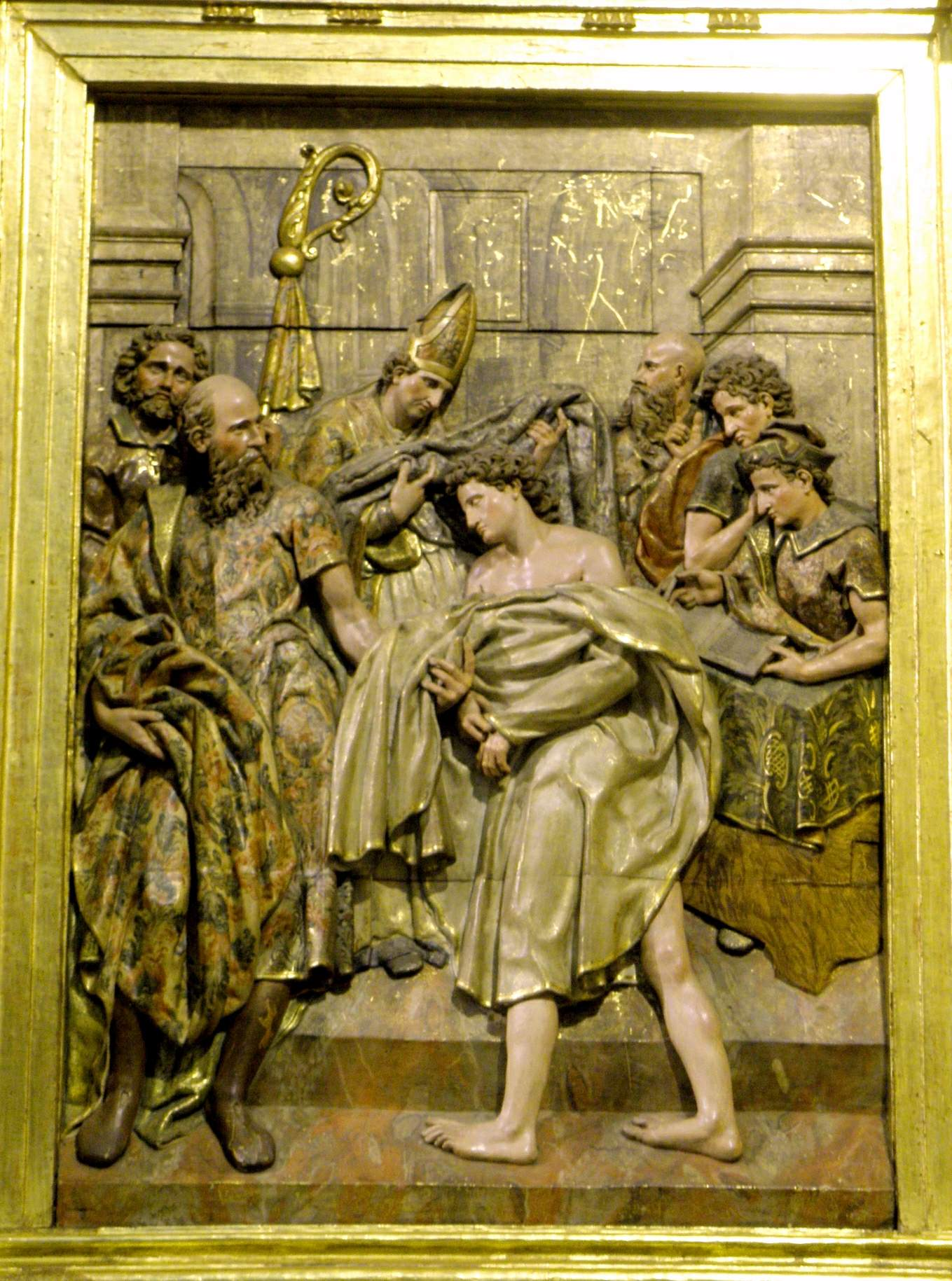
Panel del retablo mayor de la iglesia de San Francisco de Tolosa: san Francisco de Asís devuelve a su padre Pietro Bernardone las ropas que ha recibido de él en presencia del obispo.

Ambrosio de Bengoechea (Alquiza, Guipúzcoa, c. 1551-Asteasu, Guipúzcoa, 1625) fue un escultor romanista español, seguidor de Juan de Anchieta.

## Biografía
Discípulo de Anchieta, a la muerte de este (1588) se hizo cargo de la continuación del desaparecido retablo mayor de la iglesia de Santa María de Tolosa que Anchieta había dejado inacabado. En 1583 trabajaba con Juan de Iriarte en el retablo mayor de la iglesia de San Vicente de San Sebastián, concluido en 1592. Son suyos también el sagrario de Rentería y los retablos de Berástegui, Lezo y Alquiza, localidades de Guipúzcoa todas ellas, y el del convento de San Francisco de Tolosa, en el que trabajó de 1604 a 1609 aunque su instalación se retrasó a 1615.
En 1592 contrató junto con Pedro González de San Pedro, otro destacado discípulo de Anchieta, el retablo de Cascante, destruido por un incendio en 1940. La adjudicación fue en este caso decidida por sorteo, comprometiéndose Bengoechea y González San Pedro a indemnizar a Jiménez de Alsasua por haber quedado fuera de la adjudicación. Su ejecución se demoró y en 1596 los primicieros del lugar les pusieron pleito alegando que habían descuidado el trabajo. Acabado hacia 1603, su liquidación derivó en una compleja maraña de litigios, pues muchos años después, en abril de 1616, muerto ya González de San Pedro, Bengoechea puso pleito a su viuda, Inés de Álava, para desembargar 289 ducados correspondientes al pago de las esculturas del retablo de Cascante, y en 1620 los primicieros de la iglesia demandaron a Bengoechea, ahora vecino de Asteazu, sobre el finiquito de las cuentas. Fue quizá ese retraso el motivo de que el retablo, obra destacada del romanismo navarro, quedase sn policromar. También en Navarra contrató en 1598 la hechura del retablo mayor del convento de San Francisco de Pamplona, fijando su residencia en la capital navarra, y se encargó de la parte escultórica del retablo de la parroquia de San Salvador de Villanueva de Aézcoa (tasado en 1606), obra en lo arquitectónico de Juan de Gastelúzar, aunque en él, a excepción del grupo de la Asunción muy cercano a los modelos conocidos de Anchieta, el trabajo debió de ser realizado en gran parte por el taller.